# Lenindenkmal (Nowa Huta)
Das Lenindenkmal von Nowa Huta war eine überlebensgroße Statue Wladimir Iljitsch Lenins, die von 1973 bis 1989 im Krakauer Ortsteil Nowa Huta stand und sich seit 1992 in Schweden befindet. Es galt als das größte Lenindenkmal Polens.

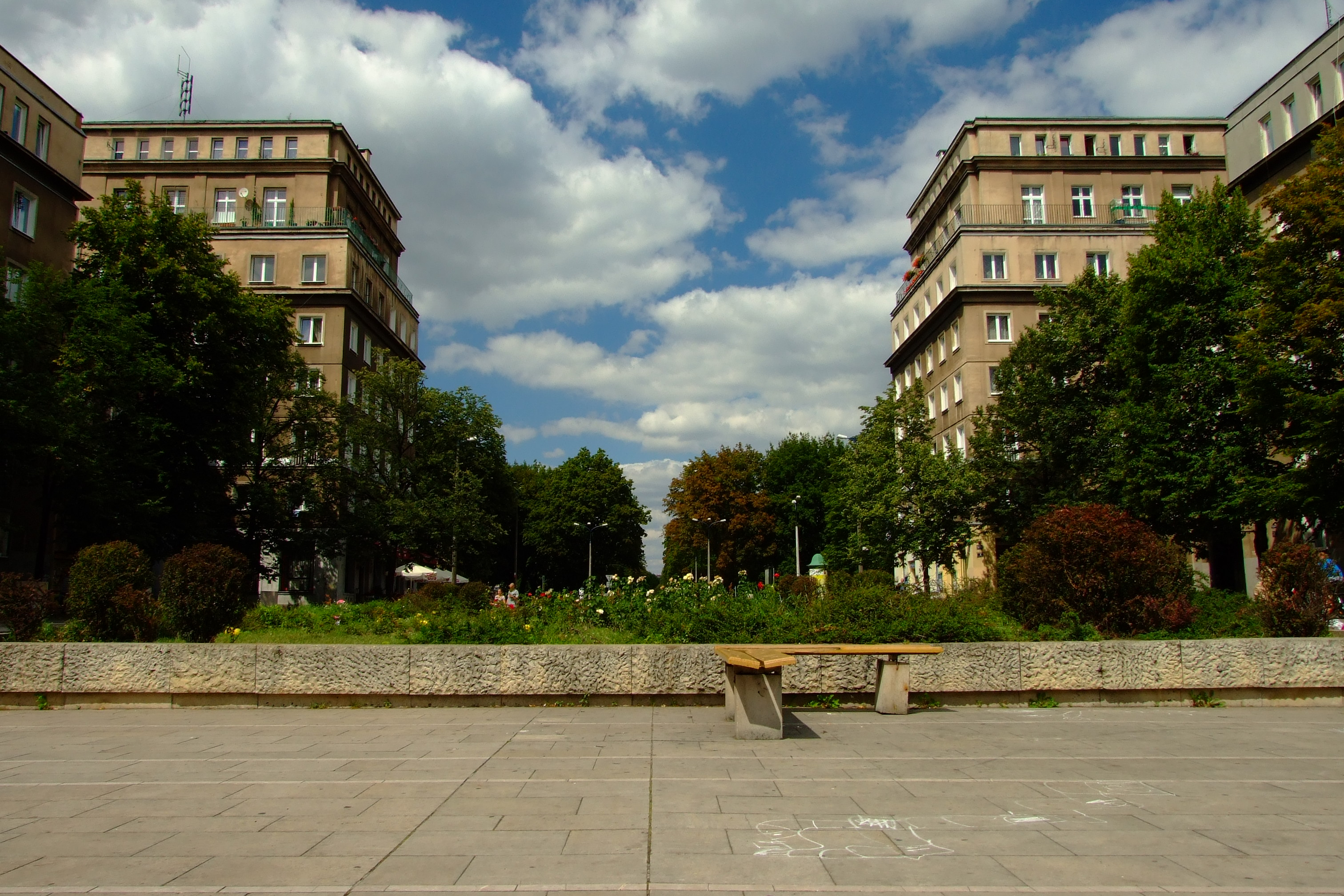
Ehemaliger Standort des Lenindenkmals (2012)

## Geschichte
Nowa Huta entstand als sozialistische Planstadt des Metallurgischen Kombinats Leninhütte (polnisch Kombinat Metalurgiczny Huta im. Lenina, heute nach Tadeusz Sendzimir benannt) und erhielt daher ein eigenes zentrales Lenindenkmal. Der polnische Bildhauer Marian Konieczny (1930–2017), der später auch Denkmäler für Philadelphia, Hamamatsu oder Algier entwarf, schuf hier eines seiner ersten öffentlichen Werke. Es wurde am 28. April 1973 in der Anwesenheit von Piotr Jaroszewicz, Awerki Aristow, Wadim Loginow, Franciszek Szlachcic, Franciszek Kaim und zirka 50.000 Arbeitern aus ganz Polen eingeweiht. Die Planung hatte bereits im Jahr 1966 begonnen, die eigentliche Errichtung vor Ort drei Jahre gedauert. In der Zeit nach der Grundsteinlegung im April 1970 zeigte ein Sperrholzmodell an, wie das Denkmal künftig aussehen werde. Ähnlich wie in anderen osteuropäischen Staaten wurde es schnell zum Symbol für den Einfluss der Sowjetunion und war dementsprechend unbeliebt, zumal es mit den Gehältern der Arbeiter finanziert wurde, denen man das 13. Monatsgehalt sowie Vierteljahresprämien strich. Zudem diente es als Veranstaltungsort für zahlreiche politische Veranstaltungen.
Wie unbeliebt das Lenindenkmal war, zeigen verschiedene Aktionen am Denkmal wie das Bekippen mit Farbe, Baldrian oder auch Katzenminze sowie das Abstellen eines Fahrrads mit dem Zettel, Lenin möge damit bitte nachhause fahren. In der Nacht vom 17. zum 18. April 1979 wurde an dem Denkmal schließlich Sprengstoff platziert. Die ausgelöste Explosion beschädigte es aber nur am Fuß, so dass das Lenindenkmal wiederhergestellt werden konnte. Solange verbarg man die Stelle mit Blumen, da der Jahrestag des Geburtstags Lenins bevorstand. Ein dabei abgelöstes Teil der Ferse wird im Museum von Nowa Huta (Muzeum Nowej Huty) aufbewahrt. Durch die Explosion wurden zahlreiche Fensterscheiben der Wohnblöcke im Umfeld zerstört, wodurch es fünf Verletzte gab. Daraufhin wurde das Denkmal unter dauerhaften Polizeischutz gestellt, wofür es ein eigenes Wachhaus gab. Nach Verhängung des Kriegsrechts endeten Kundgebungen gegen die Regierung häufig an dem Denkmal, wobei es immer wieder Versuche gab, es zu beschädigen oder gar zu stürzen.

### Abbau
Am 22. November 1989 kam es zu politisch motivierten Aktionen von Jugendorganisationen am Lenindenkmal, da sie die Aktivitäten der Solidarność als zu zögerlich empfanden. Dabei wurde das Wachhaus der Polizei angezündet und die Statue um eine Toilettenschüssel erweitert, die man zwischen die Beine klemmte. Zudem wurden Losungen anstelle der Inschrift aufgemalt. Eine weitere Demonstration am 29. November 1989 wurde mit Wasserwerfern aufgelöst, führte aber zur Anreise von Aleksander Hall am 4. Dezember 1989, der die Beziehungen zur Sowjetunion gefährdet sah. Die Stadt Krakau schlug der polnischen Regierung vor, das Denkmal für eine Renovierung abzubauen, was aber abgelehnt wurde. Bei der Demonstration am 6. Dezember wurde das Denkmal mit Farbe beworfen und erneut gab es Zusammenstöße mit der Polizei. Nach einem Brandanschlag mit einem Molotowcocktail wurde auch die Sondereinheit ZOMO hinzugezogen. Allein auf der Seite der Polizei gab es bei diesen Demonstrationen mehr als 120 Verletzte. Die Ankündigung einer erneuten Demonstration für den 13. Dezember 1989, den 8. Jahrestag der Einführung des Kriegsrechts, führte schließlich zum Einlenken und zum Abbau des Lenindenkmals am Abend des 10. Dezember 1989. Man brachte es in den Krakauer Stadtteil Wróblowice, wo es in einem Fort () eingelagert wurde. Im Jahr 1992 erwarb der schwedische Privat-Kunstsammler Big Bengt Erlandsson die Statue für 100.000 schwedische Kronen, was dem Altmetallpreis entsprach, und ließ sie im High-Chaparral-Themenpark () in einem der Gebäude aufstellen.
Eine Leninbüste, geschaffen von Julian Kamiński, befand sich von 1970 bis 1989 beim Hüttenwerk selbst.

## Beschreibung
Tadeusz Nowicki, erster Sekretär des Zentralkomitees der Polnischen Vereinigten Arbeiterpartei, notierte im Jahr 1967: „Das Denkmal sollte der Höhepunkt und ein sichtbares Symbol für Nowa Huta und die Leninhütte als sozialistisches Bauprojekte sein, die die Idee der Großen Oktoberrevolution verkörpern, sowie als Bauprojekte, die dank der Hilfe und brüderlichen Zusammenarbeit mit der Sowjetunion verwirklicht wurden.“ Diese ideologische Überhöhung der Statue wurde auch in der Ausschreibung des Wettbewerbs deutlich, die die „Betonung der ewigen Werte und der Aktualität der Idee des Leninismus, der Erinnerung an die enge Verbindung zwischen Lenin und der polnischen Revolutionsbewegung sowie die Vertiefung des Wissens über die praktischen und theoretischen Errungenschaften des weltweit ersten sozialistischen Staates in der gesamten Gesellschaft“ forderte.
Der Bildhauer Marian Konieczny, damals Dekan der Bildhauerabteilung der Akademie der Bildenden Künste Krakau, nahm daher ein Foto der Totenmaske Lenins als Vorlage und entschied sich gegen die typische Rednerpose, um der steifen Monumentalität vorzubeugen, und für eine gehende Körperhaltung. Die sechseinhalb Meter hohe Bronzeskulptur stand auf einem fast drei Meter hohen abgestuften Granitsockel in der Rosenallee (polnisch Aleja Róż, ). Sie zeigte Lenin mit Weste und Mantel, die Arme hinterm Rücken, das Gesicht nachdenklich. Fundament und Figur wogen zusammen 174 Tonnen. Der Guss der Figur erfolgte in Gliwice. Aufgrund seiner gedrungenen Form wurde das Lenindenkmal auch als „Godzilla von Nowa Huta“ verspottet und mit King Kong verglichen.

## Nachwirkung
Obwohl das Lenindenkmal nur 16 Jahre lang in Nowa Huta stand und sich seit 1992 in Schweden befindet, hinterließ es seitdem immer wieder neuen Spuren in Krakau. Der einstige Standort wurde in ein Blumenbeet umgewandelt. Am 20. Juli 2001 wurde durch den Radiosender RMF FM eine Kopie aus Schaumstoff aufgestellt, um zu sehen, welche Reaktion diese hervorrufen würde. Sie wurde umgehend gestürzt und durch Sicherheitsdienste entfernt. Ermittlungen wegen der „Propagierung des Kommunismus“, welche in Polen als Straftat geahndet wird, wurden nach einem Monat eingestellt. Anlässlich des 30. Jahrestages des Abrisses wurden vom 11. bis zum 30. Dezember 2019 Fotos aus der Geschichte des Denkmals und Nowa Hutas unter dem Titel Lenin z Nowej Huty 1973–1989 (Lenin aus Nowa Huta 1973–1989) am einstigen Standort ausgestellt.
Vom 6. August 2020 bis zum 15. März 2021 widmete das Museum von Nowa Huta dem ehemaligen Lenindenkmal die Ausstellung Wańka – wstańka. Nowohucki pomnik Lenina (deutsch Wanka – steh auf. Das Lenin-Denkmal in Nowa Huta), in der auch Werke zeitgenössischer Künstler wie Bronisław Chromy, Edward Dwurnik oder Wojciech Fangor gezeigt wurden, welche von ähnlichem kommunistischem Personenkult inspiriert wurden.
Im Dezember 2020 gab es im Stadtrat von Krakau den Vorschlag, an der Stelle Lenins eine Statue von Darth Vader zu errichten, da diese Touristen anlocken würde. Die Idee, die auch ein Multimedia-Informationsbüro zu den Sehenswürdigkeiten von Nowa Huta beinhaltete, wurde aber bald wieder verworfen.

### Malerei

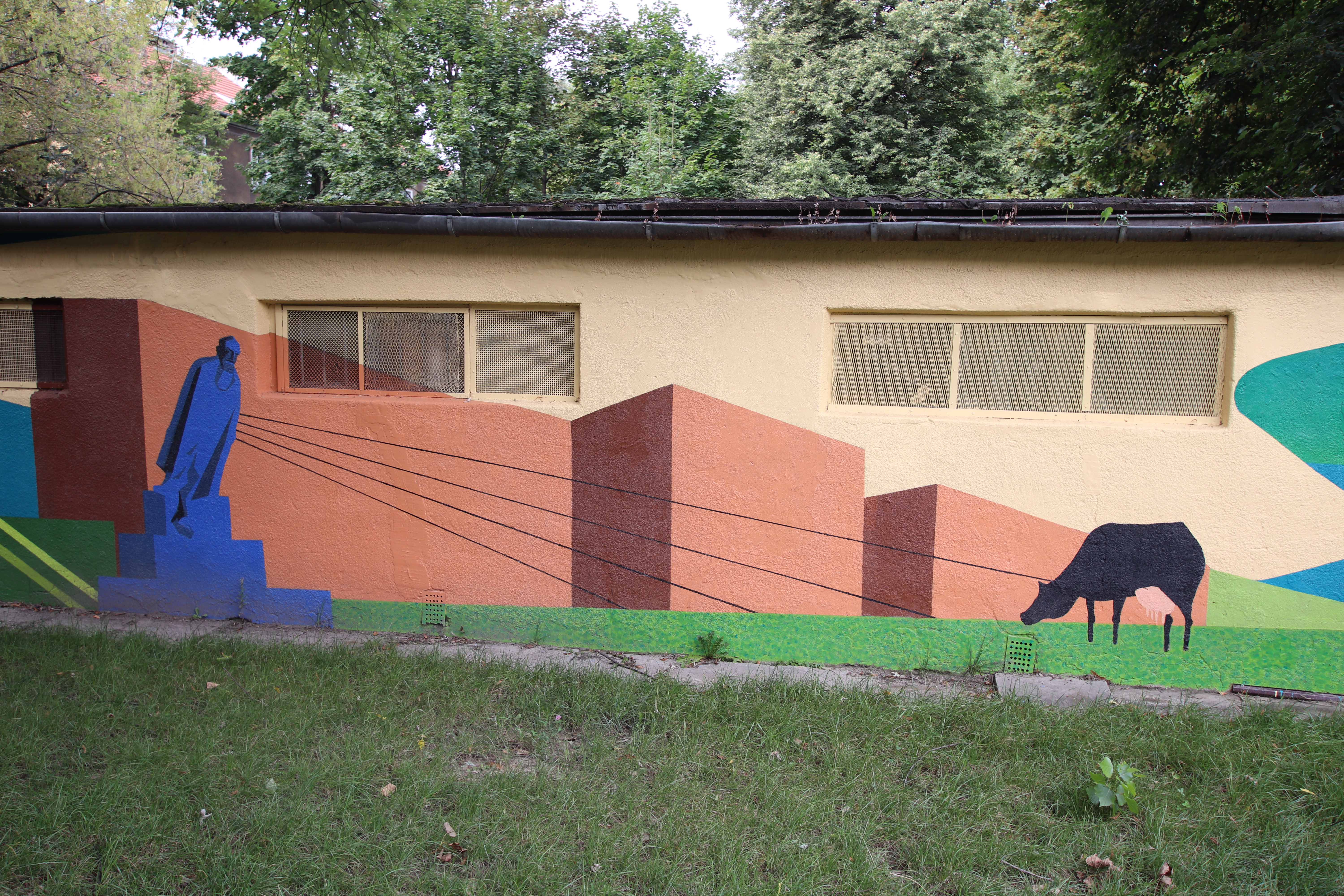
Wandbild mit Darstellung des Abrisses des Lenindenkmals (2020)

Der polnische Maler Jacek Sroka setzte sich mehrfach mit dem Denkmal auseinander. So schuf er 1988 das Ölgemälde Portret trumienny pomnika Lenina w Nowej Hucie (Sargporträt des Lenin-Denkmals in Nowa Huta) oder nahm es im Jahr auch in seinen Zyklus Zima stulecia (Winter des Jahrhunderts) mit auf, der weltbekannte Bauwerke und Denkmäler eingeschneit darstellte. In einem dritten Ölgemälde namens Atak nostalgii (Nostalgieattacke) fügte er es ebenfalls mit ein. Sie befinden sich im Historischen Museum der Stadt Krakau (Muzeum Historyczne Miasta Krakowa).
Im Jahr 2015 entstand durch Paulina Jaklik ein Wandbild mit Szenen aus der Geschichte an dem Bühnenbauwerk im Zielony-Jar-Park in Nowa Huta, auf dem auch der Polizeischutz für das Lenindenkmal dargestellt wurde. Der polnische Künstler Dariusz Milczarek schuf im Jahr 2020 ein Wandbild in Nowa Huta mit dem Titel Przeszłość-współczesność-przyszłość Nowej Huty (deutsch Vergangenheit-Gegenwart-Zukunft von Nowa Huta), auf dem man unter anderem den Abbau des Denkmals als Abriss sehen kann. Er wurde hier zudem ironisch eingeordnet, indem die Seile, die die Statue umreißen zu einer Kuh führen. Die Darstellung entspricht allerdings nicht dem tatsächlichen Aussehen des Lenindenkmals von Nowa Huta.

### Leninbrunnen
Die sechste Ausgabe des Grolsch ArtBoom Festivals in Krakau widmete sich im Jahr 2014 der Siedlung Nowa Huta sowie der Leninstatue. Małgorzata und Bartosz Szydłowski schufen aus diesem Anlass eine grell-gelbgrüne Manneken-Pis-Version Lenins, die auf dem Plac Centralny (Zentralplatz, ) aufgestellt wurde. Ziel dieser Parodie, die zudem aus einem überdimensionierten Postament und einem großen Brunnenbecken für eine nur 68 Zentimeter große Figur bestand, war die Entkrampfung des Umgangs mit der Vergangenheit. Das Werk trug daher den spöttischen Titel Brunnen der Zukunft. Damit wurde zugleich auf eine anhaltende Diskussion um die Errichtung eines Brunnens in Nowa Huta angespielt. Stadträte der PiS-Partei empörten sich über das Denkmal, da es Kommunismus propagiere, und reichten daher Beschwerde ein. Um einer weiteren Eskalation vorzubeugen, wurde die Installation daher nach dem Ende des Festivals zu einem Theater umversetzt. Das russische Internetportal Lenta.ru sah darin „eine Verhöhnung des Anführers der Oktoberrevolution“.
Im Mai 2021 wurde der – auch Sikający Lenin (Pinkelnder Lenin) genannte – Brunnen auf dem Dach des Dom Utopii – Międzynarodowe Centrum Empatii (Haus der Zukunft – Zentrum für internationale Empathie, ) in der Nähe des Teatr Łaźnia Nowa, von dem es betrieben wird, in Nowa Huta aufgestellt. Erneut war es die PiS-Partei, die diese Installation als „Skandal“ kritisierte. Diesmal weil Lenin ein Verbrecher gewesen sei und man diesen keine Denkmäler setzen solle.